# Râul Târnava Mare
Târnava Mare (germană Große Kokel, maghiară Nagy-Küküllő) este un râu cu o lungime de 221 kilometri, care se unește la Blaj cu Târnava Mică, formând râul Târnava.

## Hărți
- Harta județului Sibiu
- Harta județului Mureș
- Harta județului Harghita
- Harta munții Harghitei  Arhivat în 20 iulie 2008, la Wayback Machine.

## Imagini

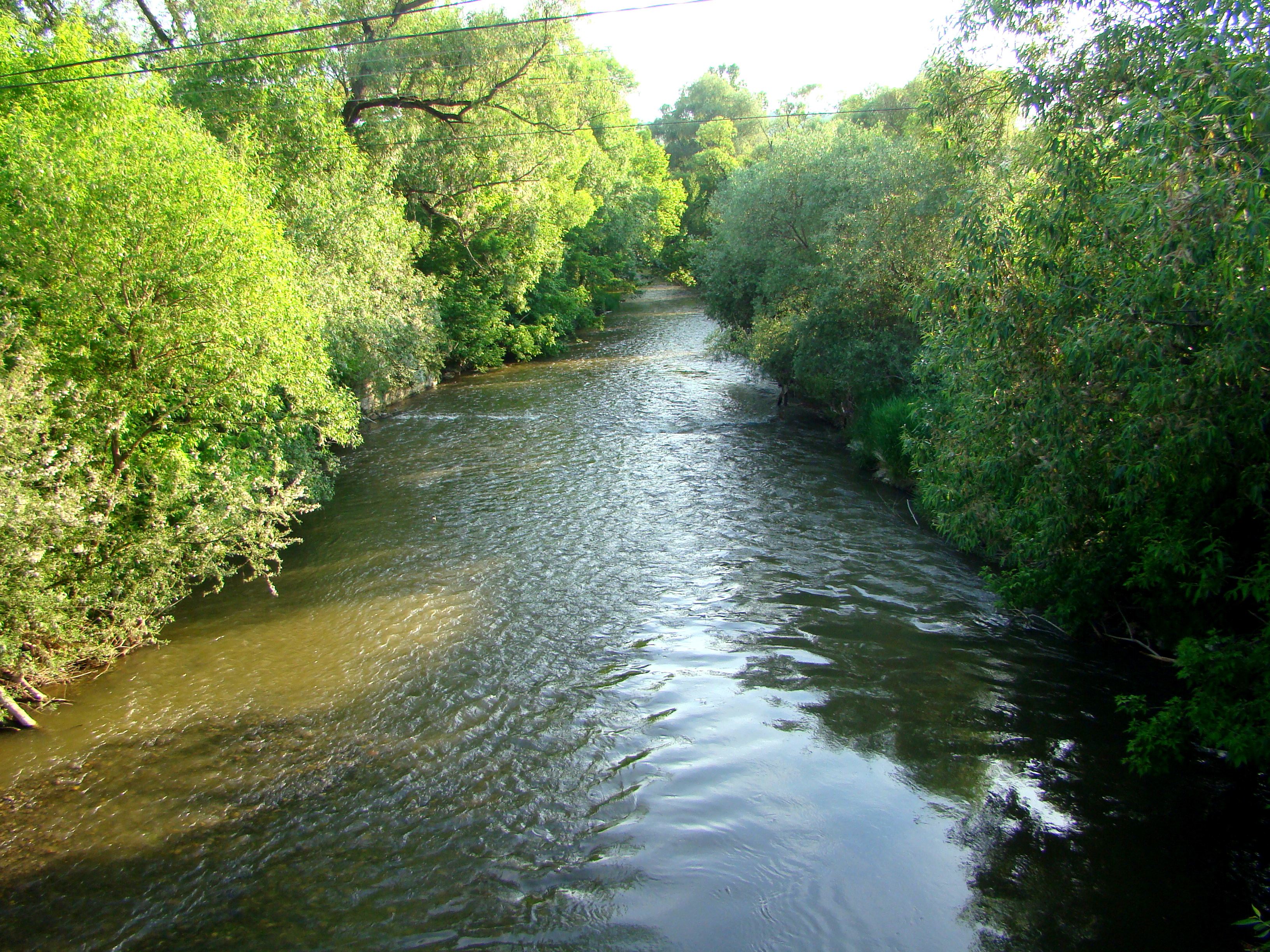
Târnava Mare la Aluniș
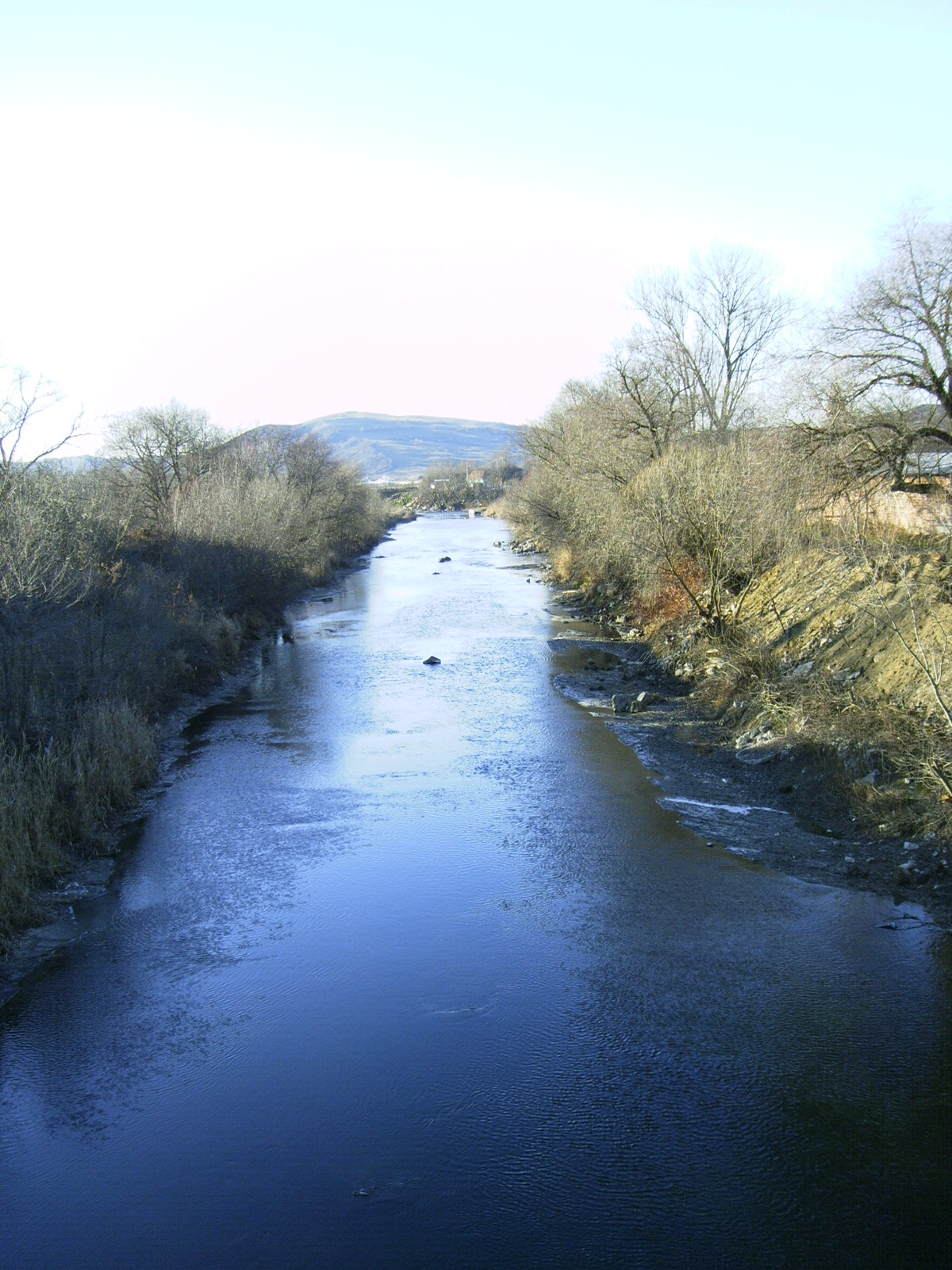
Târnava Mare în apropiere de Cristuru Secuiesc
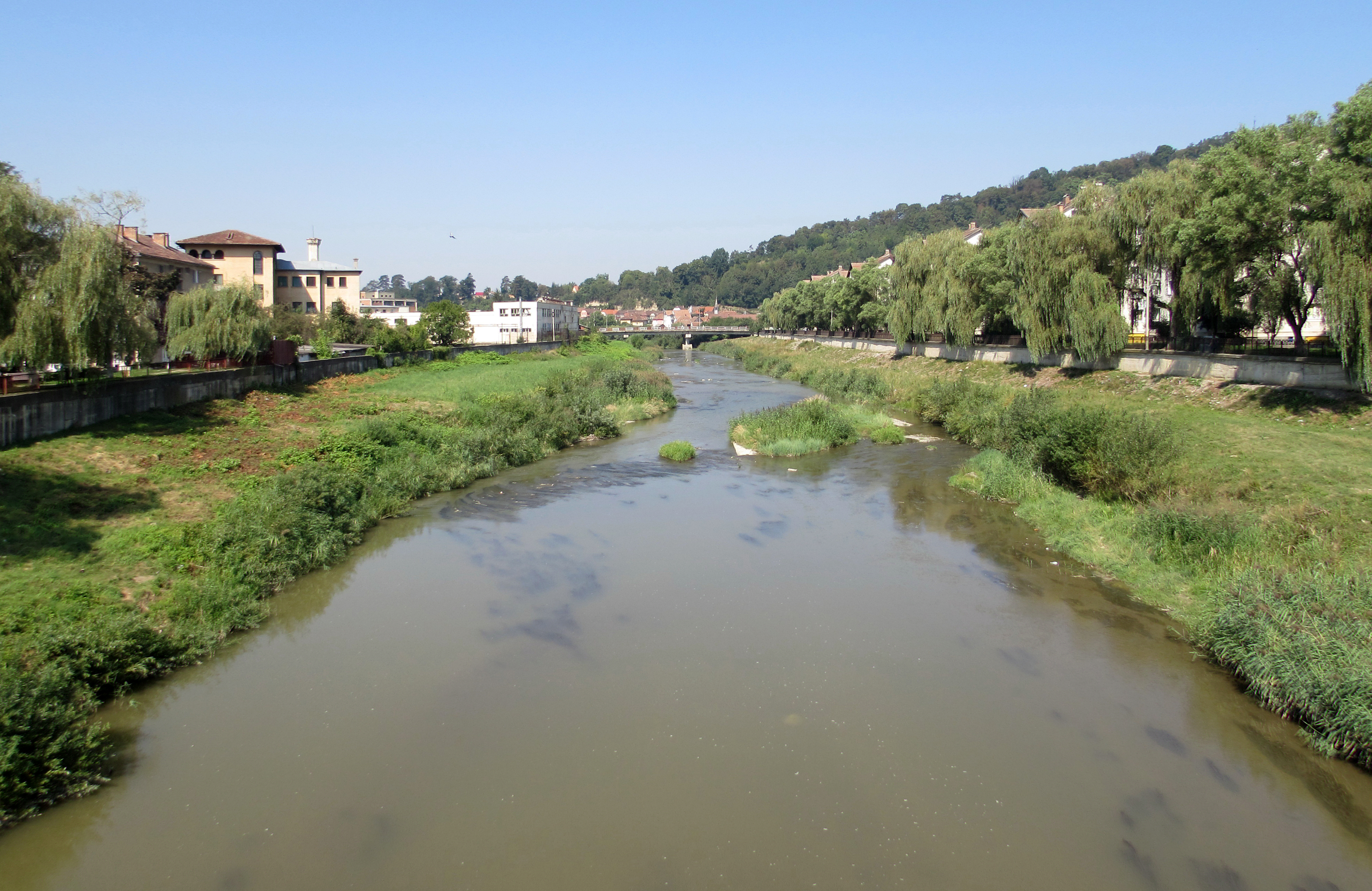
Târnava Mare la Sighișoara
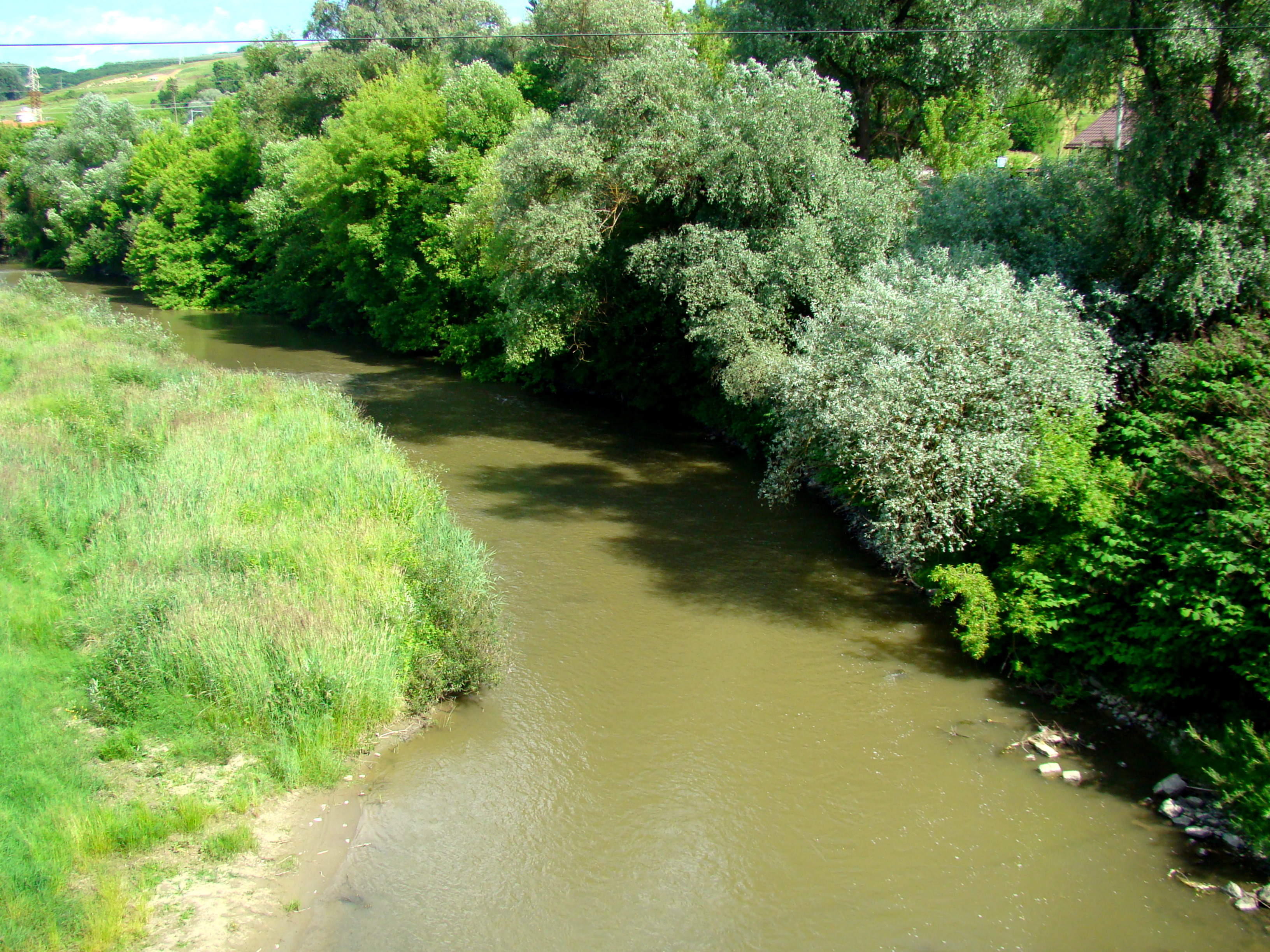
Târnava Mare la Dumbrăveni